# Bamboo (Jamaika)
Bamboo ist eine Landstadt im Norden von Jamaika. Die Stadt befindet sich im County Middlesex im Parish Saint Ann. Laut offiziellen Zensus hatte Bamboo im Jahr 1991 3.732 Einwohner. Hochrechnungen im Jahr 2013 ergaben eine Einwohnerzahl von 4.264 Menschen.

## Geografie
Bamboo liegt an der B11, zwischen den beiden Städten Claremont und Brown’s Town, in durchschnittlich 640 Meter über den Meeresspiegel. Die nördliche Atlantikküste ist circa 12 Kilometer von der Ortschaft entfernt. Die nächste Ortschaft ist Philadelphia in einer Entfernung von 8 Kilometer westlich des Ortes. Die nächste größere Stadt ist Ocho Rios in einer Entfernung von circa 25 Kilometer.

## Infrastruktur
Die Wasserversorgung stellt in Bamboo ein Problem dar. Der größte Teil der Gebäude in dem Ort besaß im Dezember 2012 keinen Wasseranschluss.

## Öffentliche Einrichtungen

### Justiz
In Bamboo befindet sich das Hill Top Juvenile Correctional Centre, eine Strafvollzugsanstalt die vom Department of Correctional Services, Jamaika betrieben wird. Des Weiteren gibt es eine Polizeistation.

### Schulen
Es gibt in der Stadt zwei Schulen. Die Bamboo Primary and Junior High und eine Grundschule.